# Nieuwe Brug (Mitrovicë)
De Nieuwe Brug (ook bekend als Mitrovicëbrug, en Ibarbrug of bij de officiële naam Austerlitzbrug) is een stalen vakwerkbrug over de river Ibar in de Kosovaarse stad Mitrovicë. De nieuwe brug is een iconisch symbool geworden van de verdeeldheid van Kosovo omdat het Kosovaarse Albanezen aan de zuidkant (Zuid-Mitrovica) scheidt van Serviërs en andere nationaliteiten aan de noordkant (Noord-Mitrovica). De brug is enkel geopend voor voetgangers en wordt continu gepatrouilleerd door de Kosovaarse politie en de MSU, de multinationale speciale Carabinieri-eenheid van KFOR.

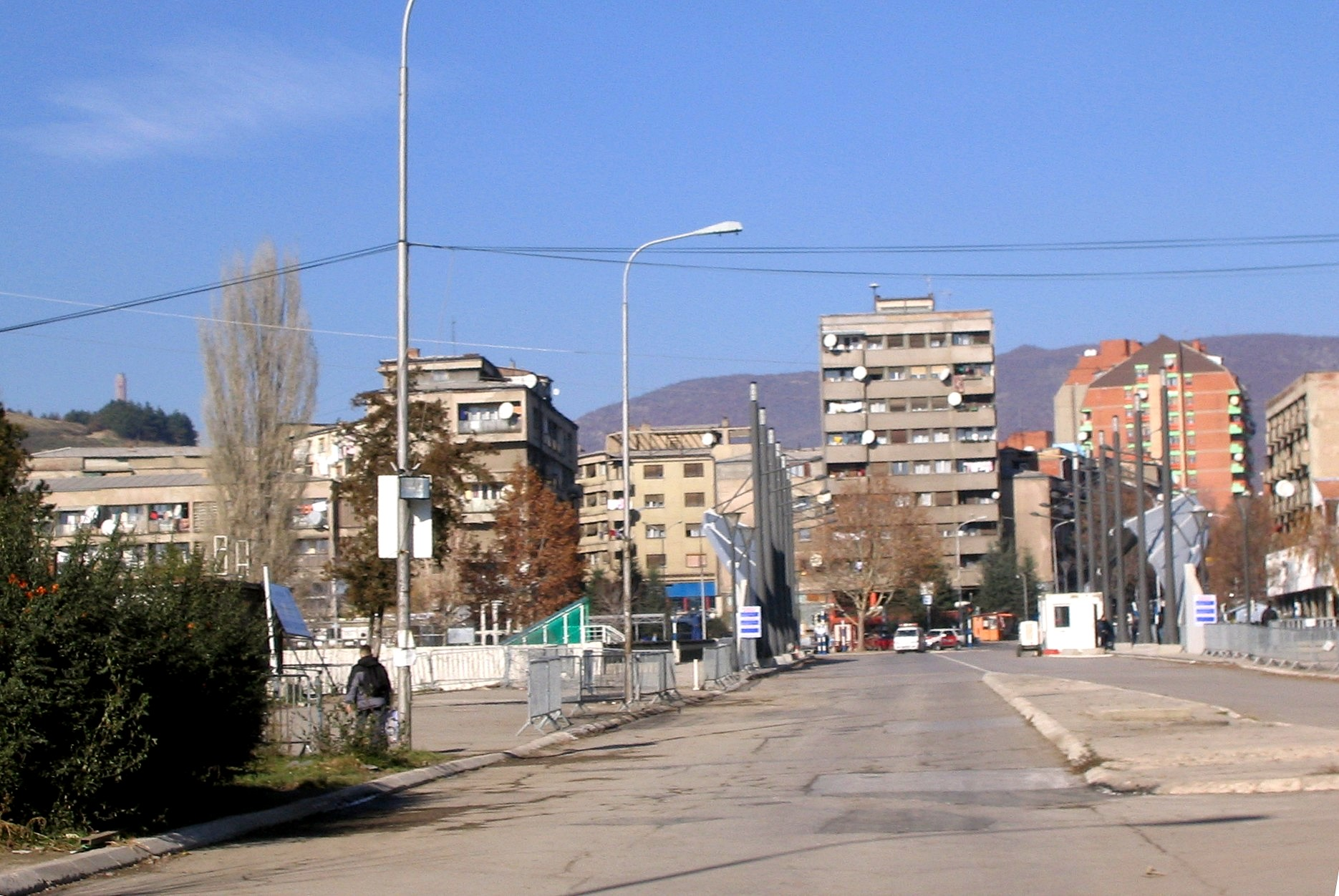
Nieuwe Brug tussen het Servische en het Albanese deel van de stad
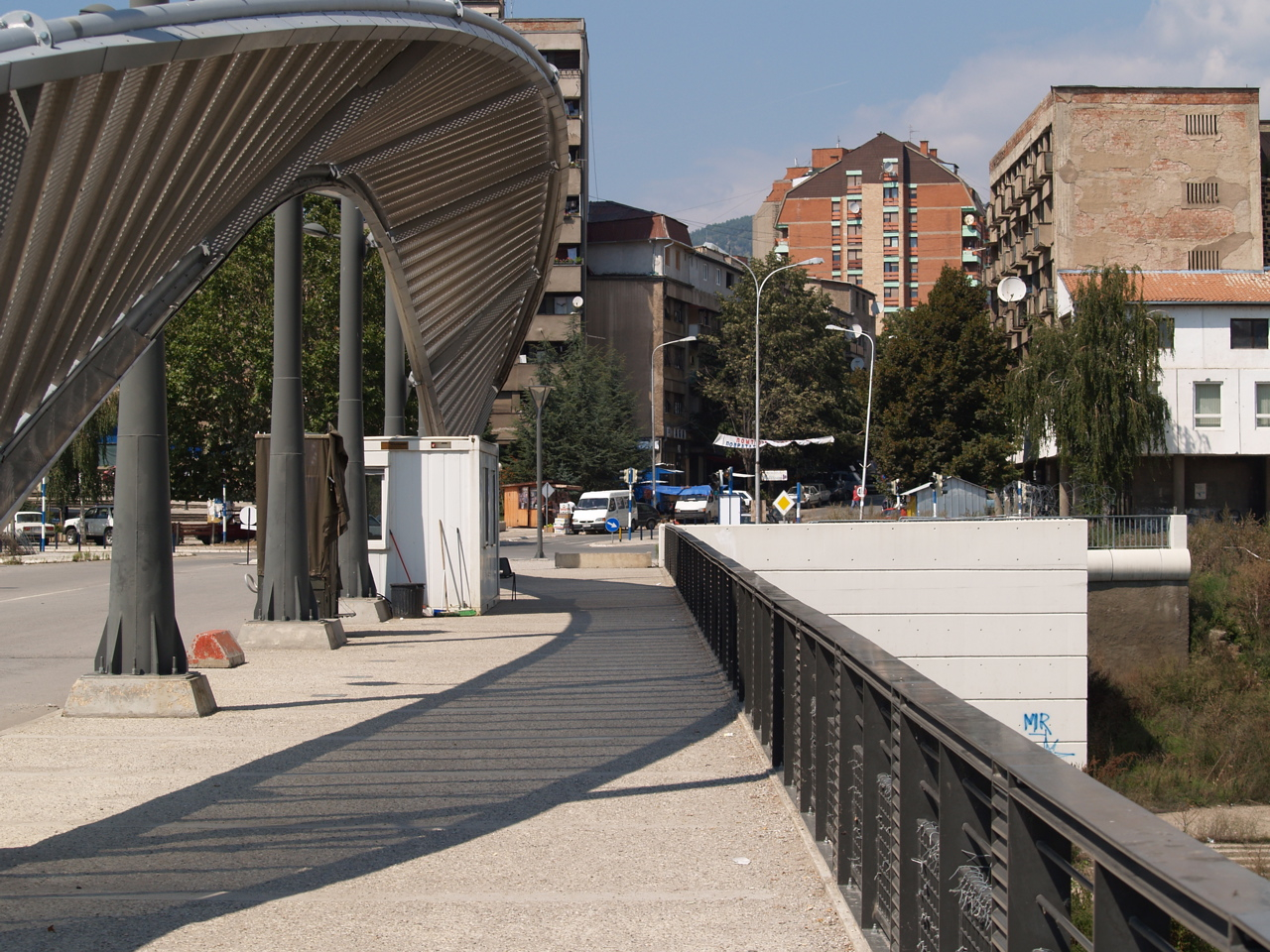
Nieuwe Brug over de Ibar-rivier

## Geschiedenis

### Symbool van eenheid
Tijdens en ook nog na de Kosovo-oorlog (1998-1999) fungeerde de centrale brug als militair checkpoint en als de facto grens en bufferzone tussen het overwegend etnisch Servische Noord-Kosovo en het overwegend etnisch Albanese deel van Kosovo. Onmiddellijk na de oorlog kreeg de brug door de Europese Unie en Verenigde Naties de rol als vredesmaker toebedeeld. De restauratie van de brug zou niet alleen in het teken staan van naoorlogse wederopbouw van de stad maar ook in het teken van verzoening tussen Kosovaarse Albanezen (64.742 in 2024) aan de zuidelijke oever van de Ibar (Zuid-Mitrovica) en de etnische Serviërs (7.920 in 2024) aan de noordkant van de rivier (Noord-Mitrovica). Door de twee stadsdelen met elkaar te verbinden hoopte men ook de door oorlog verscheurde bevolkingsgroepen in gans Kosovo te verenigen.
In 2001 werd de brug gerenoveerd met geld (1,5 miljoen euro) van de Franse overheid. De opdracht werd gegund aan het Franse ingenieur- en bouwbedrijf Freyssinet SA dat daarbij de opdracht kreeg om een multi-etnisch team van 61 arbeiders in te zetten, met precies evenveel etnische Serviërs als etnische Albanezen. De werken werden uitgevoerd onder toezicht van het Department Transport and Infrastructure, een afdeling van het Joint Interim Administrative Structure (JIAS), een tijdelijke organisatie die eind 1999 werd opgericht door UNMIK, de officiële vredesmissie van de Verenigde Naties in Kosovo en de Westelijke Balkan. Op de 100 meter lange brug is onder andere de centrale pijler verbreed, zijn het brugdek en de trottoirs gereconstrueerd en zijn de uitzetvoegen vervangen. Daarnaast zijn er ook nieuwe elementen toegevoegd zoals toegangstrappen naar de oevers en twee decoratieve bogen als symbolen van hoop. Eind juni 2001 werden de werkzaamheden afgerond voor een totale prijs van 3 miljoen Duitse mark.

### Symbool van verdeeldheid
Ondanks het internationaal bestuur van de VN in 1999 werd de Nieuwe Brug al kort na de renovatie geregeld het strijdtoneel van gewelddadige confrontaties tussen Servische nationalisten uit Noord-Mitovica en Albanese Kosovaren uit Zuid-Mitrovica.
Naar aanleiding van de verdrinkingsdood van drie Albanese kinderen in de Ibar kwam het midden maart 2004 tot zware rellen tussen Serviërs en Albanezen die uit waren op wraak. De aanwezige KFOR-eenheden blokkeerden de brug maar konden niet verhinderen dat het geweld zich verspreidde over gans Kosovo en er bij pogroms in totaal 19 doden vielen.
Ook in juli 2011 leidden controles door de Kosovaarse politie aan de checkpoints van Servisch-Kosovaarse grens in Noord-Kosovo tot spanningen die aan de Nieuwe Brug een climax kenden. Sindsdien  worden er op de brug regelmatig barricades opgeworpen, gaande van zandhopen, een zgn. "Vredespark" van boompjes in betonbakken tot een twee meter hoge betonnen muur als vermeende oeverversteviging. De muur is intussen weer afgebroken maar de de brug is nog steeds enkel toegankelijk voor voetgangers. 
De plechtige opening van de brug voor alle, ook gemotoriseerd verkeer, was in principe voorzien voor januari 2017 maar is nog altijd niet gebeurd. Talloze bemiddelingspogingen van de EU-vertegenwoordigers om de brug open te stellen stuitten steevast op hevig verzet van de (etnische) Serviërs. Zij vrezen dat er tegen hen opnieuw etnische zuiveringen door Albanese Kosovaren zullen plaatsvinden.

## Trivia
- Inwoners van Mitrovicë en soldaten van het KFOR verwijzen vaak naar de brug als Austerlitzbrug vanwege de grote gelijkenis met het Viaduc d'Austerlitz in Parijs.
- De Nieuwe Brug is een van de drie bruggen over de rivier binnen de stad Mitrovicë. De andere twee bruggen zijn spoorbruggen waarbij een nog in gebruik is, en het andere onderdeel is van een verlaten spoorlijn. De Nieuwe Brug is de hoofdverbinding tussen de twee delen van de stad voor voetgangers.